# Fiesta de los Piratas de Premiá de Mar
La fiesta de los piratas es una festividad que se celebra en la localidad de Premiá de Mar, en la provincia de Barcelona.

## Historia

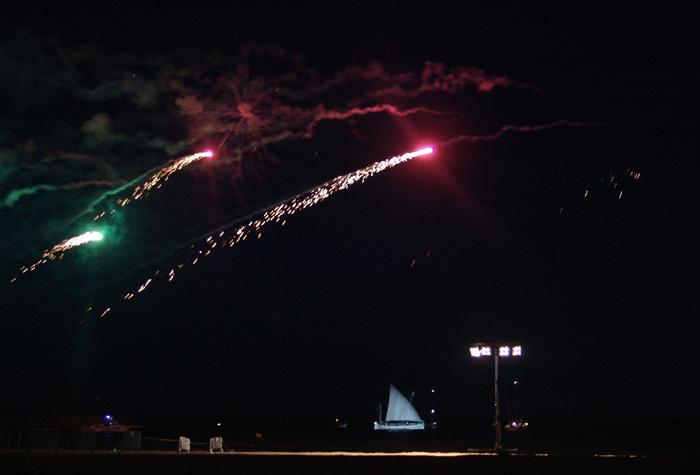
Llegada de los piratas.

La fiesta de los Piratas de Premiá de Mar (Barcelona)  se celebra en el municipio dentro de la Fiesta Mayor que tradicionalmente se realiza en honor a su Patrón San Cristóbal. Por lo tanto, este acontecimiento, aunque cambia en función de la edición, siempre se realiza alrededor del 10 de julio.
Cada año el municipio es invadido por el pirata Omar y toda su tripulación. Los premianenses, que esperan su llegada, intentan impedir que entren en el pueblo. Al frente de ellos está el gigante Martí.
La fiesta rememora los ataques que los piratas berberiscos realizaban en las costas del Maresme entre los siglos XVI y XVIII, sobre todo protagonizados por algerianos acompañados de tripulación croata, catalana y sarda.

## Descripción de la fiesta

### El inicio

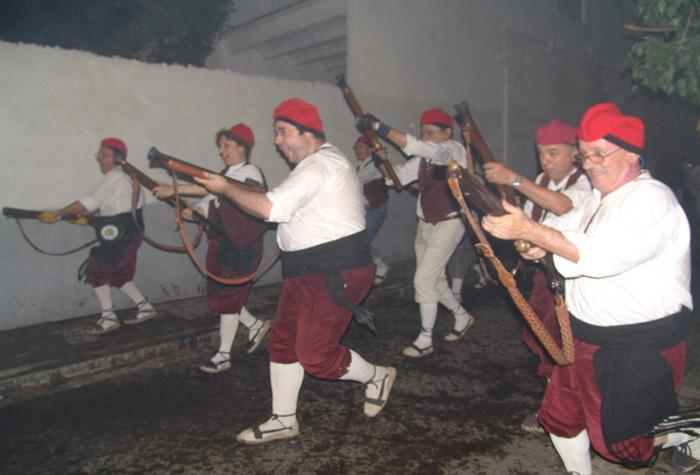
Trabucadores en la defensa de Premiá.

La Fiesta comienza con el desembarco Pirata. La gente que asiste participa siendo pirata o premianense. Acaba con una espectacular batalla de harina, el último día de fiesta.
Los piratas llegan a Premiá de Mar (Barcelona) con barcas de vela latina y, a pesar de la resistencia de los premianenses y trabucaires, consiguen desembarcar y hacer prisioneros. Los piratas se adentran en el pueblo y consiguen llegar hasta el Ayuntamiento, poniendo su bandera en el balcón. Posteriormente lo queman e invitan a todos a ir en pasacalle a la Plaza de los Países Catalanes, donde se celebra la victoria de los piratas con fuego, malabares y leyendo el manifiesto pirata. A continuación, se van a la playa, donde establecen el campamento pirata durante todos los días de fiesta. En él hay diversión asegurada por las noches y hasta llegar la madrugada.

### Durante toda la fiesta

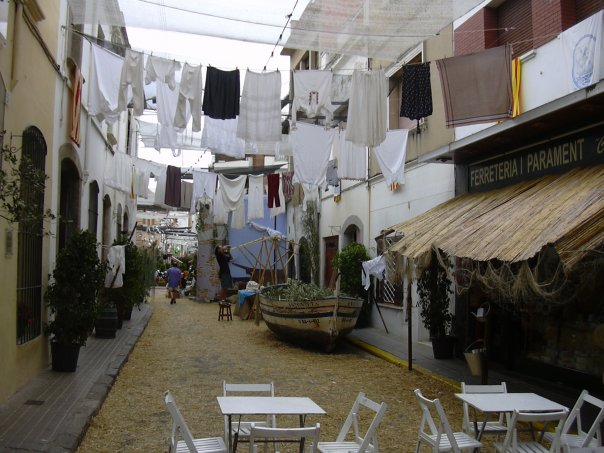
Pueblo pescador.

Toda la historia está caracterizada por dos gigantes: Esther, prometida de Martí, que es secuestrada por los piratas el día del desembarque y Omar, que se enamora de Esther y que intentará casarse con ella.
Hay un lugar en el pueblo que no puede conquistar y es donde se concentran los premianenses, la calle San Antonio. Esta se decora como un pueblo pescador de la época gracias a la contribución de los vecinos. 
En la plaza Nueva se realiza el mercado de esclavos. Los piratas subastan a aquellos que capturaron durante el desembarco y se realizan juegos para los más pequeños.

### El final

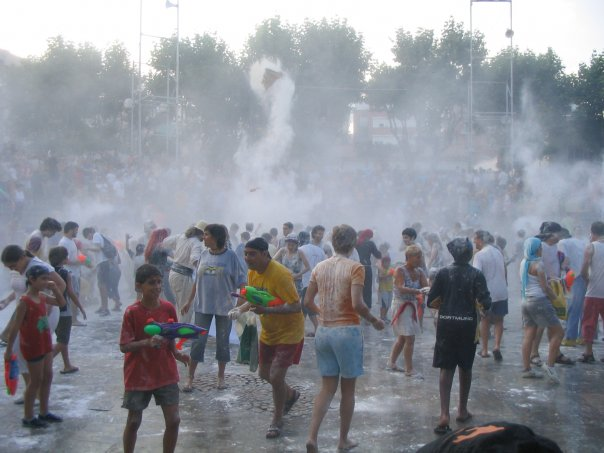
Guerra de harina.

La fiesta se acaba cuando el pirata Omar se decide a celebrar su unión con Esther. Los premianenses están decididos a impedirlo y se desencadena una batalla de harina.
Finalmente los ciudadanos liberan a Esther y después de una impresionante batalla recuperan su bandera y devuelven a los piratas al mar. Premiá de Mar vuelve a ser de los premianenses.